# Carlos Martín Arceo
Carlos Martín Arceo, més conegut com a Kaiku (Galdakao, 26 de juliol de 1972) és un exfutbolista basc, que ocupava la posició de davanter.

## Trajectòria
Després de militar en un bon grapat de modestos equips bascos, com l'Amurrio, la Cultural de Durango, i l'Athletic de Bilbao B, arriba la temporada 95/96 a les files del CD Ourense. Amb l'equip gallec juga uns playoffs d'ascens a la Segona A, en els quals coincideix amb el filial de l'Sporting de Gijón. El club asturià veu potencial en el davanter i el fitxa a la temporada següent.
Abans però, passla temporada 96/97 cedit al Llevant UE, on marcaria 9 gols en 37 partits. L'estiu de 1997 s'incorpora al planter sportinguista, però eixe és l'any del descens a Segona, i tot i ser titular, Kaiku juga 21 partits i marca un gol. A l'any següent, el seu rendiment a Gijón encara seria menor.
L'estiu de 1999 fitxa pel Getafe CF, on aconsegueix marcar deu gols en 39 partits i que li valen el bitllet per retornar al Llevant UE. En esta segona etapa no marcaria tants gols, però seguiria sent titular.
La temporada 02/03 recala al Recreativo de Huelva, el que li val el retorn a la primera divisió, que se saldaria amb 8 partits. No comptaria a l'any següent per als andalusos i acabaria la temporada al Ciudad de Murcia. Finalment, jugaria la temporada 04/05 amb la SD Ponferradina, on es retiraria a l'acabar la campanya.
Després de penjar les botes, Kaiku segueix vinculat al món del futbol dins l'organigrama del Llevant UE.